# Die Legende von Dal’Rok
Die Legende von Dal'Rok (Originaltitel: The Storyteller) ist die 14. Folge der ersten Staffel der US-amerikanischen Science-Fiction-Fernsehserie Star Trek: Deep Space Nine. Sie wurde in den Vereinigten Staaten über Syndication vermarktet und erstmals am 2. Mai 1993 auf verschiedenen Fernsehsendern ausgestrahlt. In Deutschland war sie zum ersten Mal am 17. April 1994 in einer synchronisierten Fassung auf Sat.1 zu sehen.

## Handlung
Im Jahr 2369 bei Sternzeit 46729.1 soll Commander Benjamin Sisko, Leiter der Raumstation Deep Space Nine, einen Streit schlichten, der zu einem Bürgerkrieg auf dem Planeten Bajor führen könnte. Die beiden Gemeinschaften der Paqu und der Narot sind sich uneinig über den Grenzverlauf zwischen ihren Territorien. Dieser wurde durch einen Fluss bestimmt, der aber von den Cardassianern während der Besatzung Bajors umgeleitet wurde. Nun befindet sich Land, das einst den Navot gehörte, unter der Kontrolle der Paqu. Sisko empfängt die beiden Unterhändler. Während die Navot von dem erfahrenen Woban vertreten werden, schicken die Paqu zu Siskos Überraschung ihre erst 15-jährige Tetrarchin Varis Sul.
Stationsarzt Julian Bashir und Chefingenieur Miles O’Brien fliegen unterdessen in einem Runabout nach Bajor, um dort in einem Dorf bei einem nicht näher spezifizierten medizinischen Notfall zu helfen. O’Brien, der Bashir ein wenig nervig findet, versucht zunächst vergeblich, sich vor dieser Mission zu drücken, und muss nun das Beste daraus machen. Im Dorf angekommen, stellen sie fest, dass nur ein Mann krank ist. Er wird ihnen als „der Sirah“ vorgestellt. Der Dorfvorsteher Faren Kag beteuert, dass das ganze Dorf in großer Gefahr sei, wenn der Sirah stirbt. Der Sirah erzählt etwas von einem Wesen namens Dal’Rok. Er ruft nach seinem Assistenten Hovath, doch er spürt, dass dieser noch nicht bereit ist, seine Nachfolge anzutreten. Er glaubt allerdings, dass O’Brien gesandt wurde, um diese Aufgabe zu erfüllen.
Auf Deep Space Nine werden die Verhandlungen unterbrochen. Varis fürchtet, dass sie aufgrund ihrer Jugend nicht ernst genommen wird. Auf dem Promenadendeck läuft sie an Siskos Sohn Jake und dessen bestem Freund, dem Ferengi Nog, vorbei und Nog ist sofort von ihr angetan. Er findet heraus, wo sich ihr Quartier befindet, und drängt Jake, ihr einen Besuch abzustatten. Die beiden geben sich als inoffizielles Empfangskomitee aus und zu ihrer Freude stimmt Varis zu, etwas Zeit mit ihnen zu verbringen.
In dem bajoranischen Dorf ist es inzwischen Nacht geworden. Der Sirah besteht darauf, „die Geschichte zu erzählen“. Er nimmt seine letzte Kraft zusammen und stellt sich einer nahenden Wolkenfront entgegen, während das Dorf sich hinter ihm versammelt. Eine Wolke sticht besonders hervor und sie kommt bedrohlich nahe. Dies ist das Dal’Rok. Der Sirah erzählt eine den Bewohnern gut bekannte Geschichte: Das Dal’Rok ist gekommen, um das Dorf zu vernichten, doch die Gemeinschaft ist stark und wird es besiegen. Tatsächlich fassen die Bewohner durch seine Worte Mut. Eine Art Energie lässt das Dorf erleuchten und das Dal’Rok beginnt, sich zurückzuziehen. Als den Sirah jedoch seine Kräfte verlassen, geraten die Bewohner in Panik, das Dal’Rok kehrt zurück und feuert Blitze ab. Der Sirah ruft nach O’Brien und diktiert ihm den Rest der Geschichte. Als er sie laut vorträgt, fassen sich die Bewohner wieder und das Dal’Rok kann vertrieben werden. Der Sirah stirbt und Faren ernennt O’Brien offiziell zu seinem Nachfolger.
Varis beharrt auf ihren Forderungen und die Verhandlungen drohen zu scheitern. Sisko wirft ihr vor, leichtfertig einen Krieg zu riskieren. Als sie nicht mehr weiter weiß, trifft sie sich erneut mit Jake und Nog. Etwas verklausuliert fragt sie die beiden, was sie tun, wenn sie nicht weiter wissen. Die beiden erwidern, dass sie dann Rat bei ihren Eltern suchen. Diese Möglichkeit hat Varis nicht, denn ihre Eltern sind tot. Nog gibt ihr außerdem den Rat, dass man ein Problem manchmal als Gelegenheit sehen muss und eine Gelegenheit es wert sein kann, ein Risiko einzugehen. Durch diese Worte kommt Varis eine Idee, wie sie die Verhandlung zu einem glücklichen Ende führen kann. Nog meint, dies müsse gefeiert werden, und überredet die anderen dazu, Sicherheitschef Odo einen Streich zu spielen. Der erwischt sie jedoch und sie müssen sich vor Commander Sisko verantworten. Varis will die Verantwortung übernehmen und erklärt Sisko, sie hätte sich mit Jake und Nog getroffen, um mehr über ihn zu erfahren, denn Jake hat eine hohe Meinung von ihm. Ihren eigenen Vater hält sie ebenfalls für einen großen Mann. Er wurde von den Navot gefürchtet und hätte es sich leisten können, einen Kompromiss zu schließen, doch ihr als junger Frau würde ein solcher Vorschlag wahrscheinlich als Schwäche ausgelegt. Sisko erwidert, große Führer wüssten, wann man ein Risiko wagen sollte. Daraufhin ist Varis schließlich bereit, sich auf einen Kompromiss zu einigen.
O’Brien und Bashir versuchen vergeblich herauszufinden, was genau das Dal’Rok ist und wie es vertrieben wurde. Die Dorfbewohner meinen es mit O’Briens neue Rolle als Sirah sehr ernst und wollen sein Leben möglichst angenehm gestalten. Obwohl er das Amt eigentlich gar nicht will, zieht O’Brien den Hass von Hovath auf sich, der sich um den Posten betrogen fühlt. Hovath geht mit einem Messer auf ihn los, kann aber mit Bashirs Hilfe überwältigt werden. Die beiden erfahren, dass Hovath bereits vor drei Tagen versucht hatte, das Dal’Rok anstelle des Sirah zu vertreiben, doch es gelang ihm nicht. Er zeigt ihnen weiterhin ein Schmuckstück, das zur Ausrüstung des Sirah gehört und angeblich ein Fragment eines Drehkörpers aus dem Himmlischen Tempel enthält. Als das Dorf sich vor langer Zeit entzweit hatte, soll der erste Sirah es genutzt haben, um den Ängsten der Bewohner eine physische Form zu geben. So wurde das Dal’Rok erschaffen. Es kehrt nun jedes Jahr an mehreren aufeinanderfolgenden Nächten zurück und der Sirah muss die Bewohner des Dorfes vereinen, um das Dal’Rok mit Hilfe des Schmuckstücks wieder zu vertreiben.
O’Brien will das Amt des Sirah an Hovath übergeben, doch Faren ist strikt dagegen. So muss er selbst versuchen, das Dal’Rok in der folgenden Nacht zu vertreiben. Als es aber so weit ist, gelingt es ihm nicht, eine inspirierende Geschichte vorzutragen. Als die Lage immer bedrohlicher wird, drängt Bashir Hovath dazu, O’Briens Platz einzunehmen. Hovath fasst sich schließlich ein Herz, nimmt das Schmuckstück und spricht die vertrauten Worte. Das Leuchten erscheint erneut, das Dal’Rok wird vertrieben und das Dorf hat wieder ein Jahr Ruhe. Hovath wird jetzt als neuer Sirah akzeptiert und O’Brien und Bashir können zur Station zurückkehren.

## Verbindungen zu anderen Star-Trek-Produktionen
Diese Folge bildet den Startpunkt für die im Laufe der Serie immer stärker werdende Freundschaft zwischen Julian Bashir und Miles O’Brien.

## Produktion

### Drehbuch
Kurt Michael Bensmiller hatte die Idee für diese Folge bereits 1987 oder 1988 während der Produktion der ersten Staffel der Vorgängerserie Raumschiff Enterprise – Das nächste Jahrhundert eingereicht. Sie wurde damals nicht umgesetzt, doch das Script verblieb im Produktionsstudio. Michael Piller mochte die Geschichte und als für die erste Staffel von Star Trek: Deep Space Nine dringend Drehbücher benötigt wurden, bat Piller Bensmiller, seine Geschichte für die neue Serie anzupassen.

### Darsteller
Lawrence Monoson, Darsteller von Hovath, spielte auch Matthew Ryan in Folge 1.10 (Familienbande) von Star Trek: Enterprise.
Kay E. Kuter, Darsteller des Sirah, hatte zuvor bereits einen Cytherianer in Folge 4.19 (Die Reise ins Ungewisse) von Raumschiff Enterprise – Das nächste Jahrhundert gespielt
Jim Jansen, Darsteller von Faren Kag, spielte auch Lucsly in Folge 5.06 (Immer die Last mit den Tribbles) von Star Trek: Deep Space Nine.
Jordan Lund, Darsteller von Woban, hatte zuvor bereits Kulge in Folge 5.01 (Der Kampf um das klingonische Reich, Teil II) von Raumschiff Enterprise – Das nächste Jahrhundert gespielt. Er spielte später noch Skalaar in Folge 2.25 (Kopfgeld) von Star Trek: Enterprise.

### Kulissen
Für die Ansicht des bajoranischen Dorfs aus der Ferne wurde eine Kombination aus einem Modell und einem Matte Painting wiederverwendet, die ursprünglich für die Doppelfolge 6.16/17 (Der Moment der Erkenntnis) von Raumschiff Enterprise – Das nächste Jahrhundert angefertigt worden war und dort ein romulanisches Gefangenenlager darstellte.
Für die im Dorf spielenden Szenen wurden auf dem Gelände der Paramount Studios neue Kulissen errichtet.

## Adaptionen
In mehreren Bänden der nichtkanonischen Romanreihe Star Trek: Deep Space Nine: Relaunch werden Aspekte aus dieser Folge wieder aufgegriffen und die Geschichte des Dorfes vertieft. Das Dorf, das in der Folge namenlos bleibt, bekommt in den Romanen den Namen „Sidau“.

## Rezeption
Mit 6,1 von 10 möglichen Punkten (Stand 2019) ist Die Legende von Dal'Rok die in der Internet Movie Database am siebtschlechtesten bewertete Folge von Star Trek: Deep Space Nine.
Keith DeCandido bewertete Die Legende von Dal'Rok 2013 auf tor.com als eine eher schlechte Folge von Star Trek: Deep Space Nine. Er kritisierte, dass hier im Rahmen von Star Trek: Deep Space Nine eine Geschichte produziert wurde, die ursprünglich für die Vorgängerserie Raumschiff Enterprise – Das nächste Jahrhundert gedacht war und nicht so recht in die neue Serie passt. Die Nebenhandlung um die Verhandlungen zwischen den Paqu und den Navot und die Erlebnisse von Varis, Jake und Nog fand DeCandido glaubwürdig aufgebaut und gut gespielt, aber letztlich auch etwas uninteressant und ohne große Überraschungen. Die Haupthandlung um das Dal’Rok fand DeCandido in mehrfacher Hinsicht unglaubwürdig: Zum einen fand er das Wesen zu schlecht animiert, um es ernst nehmen zu können. Den raschen Sinneswandel der Dorfbewohner fand er wenig glaubwürdig inszeniert. Weiterhin fand er, dass die ganze Geschichte um dieses Dorf überhaupt nicht in das Gesamtbild des noch vor kurzem von den Cardassianern besetzten und brutal ausgebeuteten Planeten Bajor passe.